# Dolce di San Michele
Il dolce di San Michele (dolz ad San Michele in romagnolo) è un prodotto tipico di Bagnacavallo (RA).
Già intorno all'anno Mille a Bagnacavallo, in occasione della festa per il santo patrono, l'arcangelo Michele, si preparavano focacce a base di miele e frutta secca.
Il dolce che viene preparato oggi, seguendo la tradizione, è realizzato nelle case ed è in vendita presso i fornai della città solamente durante i festeggiamenti del patrono, nell'ultima settimana di settembre.

## Caratteristiche
È costituito di una base di pasta frolla coperta con panna, gelatina di frutta o colla di pesce, e un'elaborata decorazione geometrica ottenuta disponendo con cura mandorle, noci, nocciole e pinoli.
È inserito nell'elenco dei Prodotti agroalimentari tradizionali emiliani e romagnoli.